# 五所 (弘前市)
五所（ごしょ）は、青森県弘前市の大字で、旧中津軽郡相馬村の大字。郵便番号は036-1503。

## 地理
青森県道129号関ケ平五代線・青森県道28号岩崎西目屋弘前線が当地を横断し、岩木川の支流相馬川の合流地点下流、岩木川南側の地区。川をはさんで北は如来瀬、北東から東南にかけて黒滝、南は水木在家、南西から西北は紙漉沢に接する。

### 小字
小字として里見・野沢がある。

## 歴史

### 沿革
- 1889年（明治22年） - 相馬村の大字になる。
- 2006年（平成18年） - 弘前市への合併とともに弘前市の大字になる。

### 地名の由来
長慶天皇の御所が所在していたとされることから。

## 世帯数と人口
2017年（平成29年）6月1日現在の世帯数と人口は以下の通りである。
| 大字             | 世帯数  | 人口  |
| ---------------- | ------- | ----- |
| 五所（小字全域） | 152世帯 | 450人 |

## 施設

### 医療
- 五所の診療所

### 福祉
- 相馬老人福祉センター

### 商業
- 田中無線電気商会
- 成田自動車

### 農協
- JA相馬村
- JA相馬村本所
- JAりんご貯蔵センター
- JA相馬村フルーツステーション
- JA相馬村五所SS

### 公共
- 相馬郵便局
- 相馬図書館
- 五所公民館
- 御所温泉

### 行政
- 弘前市役所相馬庁舎

## 小・中学校の学区
市立小・中学校に通う場合、学区は以下の通りとなる。
| 大字 | 番地 | 小学校             | 中学校             |
| ---- | ---- | ------------------ | ------------------ |
| 五所 | 全域 | 弘前市立相馬小学校 | 弘前市立相馬中学校 |

## 交通
- 弘南バス

五所局前（弘前 - 相馬・藍内・水木在家・ロマントピア線）停留所。